# Lijst van burgemeesters van Koewacht
Dit is een lijst van burgemeesters van de voormalige Nederlandse gemeente Koewacht tot die gemeente in 1970 opging in de gemeente Axel.
| Ambtsperiode | Naam burgemeester                     | Leefde        | Partij of stroming | Bijzonderheden |
| ------------ | ------------------------------------- | ------------- | ------------------ | --- |
| 1796 - 1797  | Johannes Baptista Ongena              | ca. 1745-1799 |                    | agent municipal |
| 1797         | Joannes Baptista de Meurichij         | 1743-1831     |                    | agent municipal |
| 1798 - 1799  | Cornelis Breepoel                     | 1755-1828     |                    | agent municipal; later schout van Zuiddorpe                                                                                            |
| 1799 - 1800  | Pieter Franciscus Naudts              | 1756-1828     |                    | agent municipal, vanaf 1800 meijer provisoir; later lid van de gemeenteraad van Koewacht                                               |
| 1800 - 1808  | Pieter Franciscus van Eedtvelde       | 1750-1822     |                    | meijer |
| 1808 - 1809  | Pierre François de Vliegher           | 1749-1809     |                    | maire |
| 1809 - 1813  | Jacques Bernard de Pau                | 1768-1813     |                    | maire |
| 1813 - 1835  | Johannes Baptiste de Vliegher         | 1777-1854     |                    | achtereenvolgens maire, schout en burgemeester, (aanvankelijk) ook voor Belgische deel; zoon van Pieter Francies de Vliegher           |
| 1835 - 1850  | Pieter Johannes Vermandel             | 1801-1866     |                    | burgemeester |
| 1850 - 1874  | Jacobus Bernardus van de Vijver       | 1798-1874     |                    | |
| 1874 - 1877  | Pieter Francies Dierick               | 1818-1877     |                    | |
| 1878 - 1914  | Cyrillus Petrus Joannes Dierick       | 1846-1914     |                    | zoon van zijn voorganger |
| 1914 - 1938  | Albert Ferdinand Joseph Marie Dierick | 1873-1945     |                    | zoon van zijn voorganger |
| 1938 - 1944  | George Camille Elisa Maria Dierick    | 1907-1983     |                    | tevens burgemeester van Overslag (1935-1970), in 1944 ontslagen geweest als burgemeester van beide gemeenten; zoon van zijn voorganger |
| 1944         | Eduardus Franciscus IJsebaert         | 1903-1970     | NSB                | |
| 1944 - 1970  | George Camille Elisa Maria Dierick    | 1907-1983     |                    | na bevrijding teruggekeerd als burgemeester van beide gemeenten                                                                        |